# Княгиня Клементина (болница в София)
Католическата болница „Княгиня Клементина“ или Международната католическа болница в София, е съществувала от края на XIX в. до средата на XX в.

## История
През 1889 г. първият енорийски католически свещеник в енорията „Св. Йосиф“ в София - отец Тимотей Строна - поема инициативата за създаване на болница, в която да имат възможност да се лекуват столичните католици и най-вече чужденците, пребиваващи в София. Чуждите консули, заможни български католици и княжеското семейство правят основните дарения. Княгиня Клементина - майка на княз (по това време) Фердинанд - дарява най-голямата сума. Австро-унгарският император Франц Йосиф дарява 10 000 крони с уговорката, че в болницата ще се лекуват безплатно бедни австро-унгарски поданици. За кратко време са събрани 120 хиляди лева. Софийската община дарява 28 декара място в сегашния квартал „Банишора“. Проектът е изработен от архитект Бранди. На 1 юни 1890 г. Висшия медицински съвет с председател д-р Жечев е одобрил проекта. В присъствието на представители от католическата общност, дипломати от католическите държави и представители на Двореца, през юни 1890 г. е положен основният камък на болницата.
Зданието било двуетажно във формата на буквата П. Освен болничните стаи, сградата включвала операционна, аптека, баня, параклис, склад, кухня и други помещения. Главният вход бил в средата на сградата и така отделял отделенията за мъже и жени. Зад болницата е имало стопанство с овощна и зеленчукова градина и голям парк.
Официалното откриване на болницата става на 4 юни 1891 година от княгиня Клементина и сградата е осветена същия ден. Тя е наречена Международната католическа болница „Княгиня Клементина“ в чест на дарителката осигурила най-много средства. Нотариалният акт, издаден от Софийската община, е на името на католическата църква „Св. Йосиф“. Първоначално болницата има 20 легла, един лекар - д-р Захари Попов, шест медицински сестри и един помощник. Д-р Захари Попов е завършил Императорския харковски университет, а медицинските сестри са монахини от ордена „Св. Викенти“ във Виена.
През 1901 г. в болницата са лекувани 858 болни и 1992 амбулаторни пациенти (5% чужденци), извършени са 372 операции. От 1902 г. болницата е електрифицирана. След смъртта на княгина Клементина болницата е под патронажа на царица Елеонора. Тя дарява 200 хиляди лева - сватбения си подарък от Народното събрание - за подобряване на болницата. По време на Балканската и Първата световна война болницата е на разположение на войската.
През 1936-1937 г. болницата е разширена с ново крило по проект на архитект Иван Васильов, което е обзаведено с нов рентгенов апарат, централно водно отопление, и др. На 16 юни 1937 г. в болницата се ражда и престолонаследникът Симеон.
По време на Втората световна война лекарите са мобилизирани, а през януари 1944 г. болницата е евакуирана в селата около София, където се лекуват пострадалите от бомбардировките. От октомври 1944 г. до 15 май 1947 г. се използва от Съветските власти в България. С указ на Президиума на Великото народно събрание от 1 май 1949 г. болницата е национализирана заедно с католическата болница „Свети Йосиф“ в Пловдив. До 1990 г. сградата се използва от Първа обединена работническа болница. След това е преобразувана в Пета МБАЛ-София със 100% общинска собственост.  През месец март 2021 г. Столичният общински съвет връща първото име на болничното заведение - МБАЛ „Княгиня Клементина“.